# Palaiseul
Palaiseul is een gemeente in het Franse departement Haute-Marne (regio Grand Est) en telt 56 inwoners (2009). De oppervlakte bedraagt 4,98 km², de bevolkingsdichtheid is dus 11,2 inwoners per km².

## Demografie
Onderstaande figuur toont het verloop van het inwonertal (bron: INSEE-tellingen).

1. ↑  Populations de référence 2022.